# 91,5 км – Марса-Брега
91,5 км – Марса-Брега – трубопровід, призначений для видачі конденсату ряду лівійських родовищ.
З родовищ лівійської пустелі до узбережжя в одному коридорі прямують нафтопровід Нассер – Марса-Брега та газопровідна система Нассер – Марса-Брега. Щонайменше від позначки «91,5 км» (відлік від Марса-Бреги) у напрямку узбережжя також прокладено конденсатопровід діаметром 400 мм, через який можлива видача ресурсу з:
- введеного в експлуатацію у 1977 році газового родовища Хатейба, що знаходиться за 15 км на захід від траси трубопровідного коридору та сполучене з конденсатопроводом на позначці «81,5 км» перемичкою діаметром 150 мм;
- запущеного в 2005 році газового родовища Аттахаді, від якого до позначки «91,5 км» прокладено трубопровід довжиною 25 км та діаметром 300 мм (на додачу до газопроводу значно більшого діаметру).
Можливо також відзначити, що за вісім десятків кілометрів південніше від позначки «91,5 км» знаходиться гігантське нафтове родовище Нассер, розробка якого активно велась з початку 1960-х, при цьому установка підготовки супутнього газу Нассер також продукувала конденсат.
В кінцевій точці маршруту ресурс експортують через портовий термінал Марса-Брега.
Наразі на тлі громадянської війни та загальної нестабільності, поганого стану обладнання та виснаження родовищ режим використання трубопровідної системи може відрізнятись від проектного. Так, в 2024-му повідомлялось про вдалу спробу організувати поставки до Марса-Бреги газу з Хатейби по 400-мм конденсатопроводу.